# أبو الطاهر السرقسطي
أبو الطاهر إسماعيل بن خلف بن سعيد بن عمران الأنصاري المقرئ النحوي الأندلسي السرقسطي، هو عالم مسلم في الآداب، ومتقن لفن القراءات، وكتب كتاب العنوان في القراءات السبع، واختصر كتاب الحجة لأبي علي الفارسي، وذكره أبو القاسم ابن بشكوال في كتاب الصلة، وأثنى عليه، وعدد فضائله. اشتغل طيلة حياته إلى أن توفي في محرم سنة 455هـ.

## اسمه ونسبه
هو أبو الطاهر إسماعيل بن خلف بن سعيد بن عمران الأنصاري المقرئ النحوي الأندلسي السرقسطي.

## مولده ونشأته العلمية
ولد ابن خلف في مدينة سرقسطة في شرق الأندلس، وهي المدينة التي خرج منها عدد من العلماء، وتتلمذ على عدد من العلماء في الأندلس ومصر ودرس على يديهم اللغة العربية والأدب ثم القراءات.
ومن شيوخه:
- أبو ذر الهروي قرأ عليه صحيح البخاري.
- أحمد بن يحيى بن عائذ.
- أصبغ بن راشد.
- الشنتجالي.
- أبو القاسم عبد الجبار بن أحمد الطرسوسي.[5]

وأما عن تلاميذه فقد تتلمذ على يديه عدد من التلاميذ مثل:
- جماهر بن عبد الرحمن الفقيه.
- ابنه جعفر بن إسماعيل.
- يحيى بن عليّ بن الفرج أبي الحسن المصري.
- أحمد ابن نفيس.
- أحمد بن محمد بن خلف الأنصاري.[6]

## فضله ومكانته
- قال ابن خلكان: «كان إماما في علوم الآداب ومتقنا لفن القراءات، وصنف كتاب العنوان في القراءات، وعمدة الناس في الاشتغال بهذا الشأن عليه».[7]
- قال الذهبي: «وكان مع براعته في القراءات إماما في النحو؛ اختصر كتاب» الحجة «لأبي علي الفارسي».[8]
- قال أحمد بن محمد الأدنه وي: «النحوي العالم الفاضل أبو طاهر صنف إعراب القرآن».[9]
- قال ياقوت الحموي: «هو صاحب علي بن إبراهيم الحوفي. صنف إعراب القرآن، تسع مجلدات».[10]

## مؤلفاته
- العنوان في القراءات السبع، ذكر فيه ما اختلف فيه القراء السبعة المشهورين، وحاول أن يكون الكتاب مناسباً لكافة المستويات العلمية، وجعله مختصراً.
- إعراب القرآن، استخرجه ابن خلف من كتاب البرهان الذي ألفه الحسن علي بن إبراهيم الحوفي.
- مختصر كتاب الحجة، وهو اختصار لكتاب الحجة في القراءات الذي صنفه أبو علي الفارسي.
- الاكتفاء في القراءات، وهو في القراءات السبعة، وحاول أن يبسطه ويجعله مناسباً للمبتدئ، قال حاجي خليفة عن الكتاب: «بسطه كل البسط، وجعله كافيا للمبتدي، ثم لخص منه: كتابا مختصرا، فيما اختلف فيه القراء السبعة كالعنوان له، والترجمة عنه».[11]

## وفاته
توفي إسماعيل بن خلف في شهر محرم من سنة 455ه، قال ابن خلكان: «توفي يوم الحد مستهل المحرم سنة خمس وخمسين وأربعمائة رحمه الله تعالى».